# Micaela Diamond
Micaela Diamond (Margate City, 17 de julho de 1999) é uma atriz e cantora americana. Ela é mais conhecida por interpretar Irmã Megan Duval em Grotesquerie.

## Filmografia

### Cinema
| Ano  | Título             | Papel        | Notas          |
| ---- | ------------------ | ------------ | -------------- |
| 2019 | Final Callback     | Vocalizadora | Curta-metragem |
| 2021 | tick, tick...BOOM! | Peggy        |                |

### Televisão
| Ano       | Título         | Papel              | Notas                     |
| --------- | -------------- | ------------------ | ------------------------- |
| 2022      | The Gilded Age | Assistente de loja | Episódio: "A Long Ladder" |
| 2023      | Up Here        | Garota do Antro    | 2 episódios               |
| 2024-2025 | Elsbeth        | Detetive Edwards   | 6 episódios               |
| 2024      | Grotesquerie   | Irmã Megan Duval   | 10 episódios              |

### Teatro
| Ano  | Título                | Papel         | Notas        |
| ---- | --------------------- | ------------- | ------------ |
| 2018 | The Cher Show         | Babe          | Broadway     |
| 2023 | Parade                | Lucille Frank | Broadway     |
| 2025 | The Seat of Our Pants | Sabina        | Off-Broadway |

## Discografia

### Extended Plays
- 2021: Three Rooms